# Drage (Elbe)
Drage is een gemeente in de Duitse deelstaat Nedersaksen. De gemeente maakt deel uit van de, vanuit Marschacht bestuurde, Samtgemeinde Elbmarsch in het Landkreis Harburg. Drage (Elbe) telt 4.235 inwoners.

## Geografie, infrastructuur
Drage grenst in het westen aan de gemeente Winsen (Luhe) (Ortsteile Laßrönne, aan de Elbe, en Tönnhausen verder zuidelijk), en in het oosten aan Marschacht.
Drage bestaat uit de volgende 9 dorpen:
- Aan of dicht bij de Elbe, van zuidwest naar noordoost:
  - Drage-dorp
  - Drennhausen
  - Elbstorf
  - Stove
  - Schwinde, direct ten westen van Rönne (gemeente Marschacht)
  - Krümse, 1½ kilometer ten zuiden van Schwinde
- Meer in het binnenland, tussen Tönnhausen en Oldershausen, gemeente Marschacht, en circa 6-7 km ten zuiden van Schwinde:
  - Fahrenholz
  - Hunden
  - Mover.

Ten oosten van Schwinde ligt een brug in de Bundesstraße 404 (B404) over de Elbe. Deze B404 komt aan de noordwestkant van Geesthacht uit op de Autobahn A25, en loopt zuidwaarts naar het ruim 15 km ten zuiden van de Elbebrug tussen Schwinde en Rönne gelegen punt Handorf, de nogal in the middle of nowhere gelegen afrit 5 van de Autobahn A39.
Openbaar vervoer van, naar en in de gemeente is beperkt tot enkele buslijnen naar Winsen (Luhe) v.v., waarvan er slechts één ook buiten de spitsuren op schooldagen rijdt. Ook deze bus rijdt echter niet op zon- en feestdagen.

## Geschiedenis, economie
Zie ook: Samtgemeinde Elbmarsch.
Stove wordt in 1162, Drage in 1278 voor het eerst in een document vermeld. De dorpen bestaan van oudsher van de landbouw; de bodem is vruchtbaar en geschikt voor zowel akkerbouw, fruitteelt als veeteelt. Sedert plm. 1950 kwam het toerisme op, met name naar het Elbestrand; sedert plm. 1970 hebben zich hier ook forensen gevestigd, met een baan in Hamburg, die op het platteland wilden gaan wonen; daartoe zijn met name in Stove en Schwinde nieuwe woonwijken ontstaan.
De huidige, uit 9 dorpen bestaande, gemeente Drage kwam in 1972 door een gemeentelijke herindeling tot stand.

## Bezienswaardigheden, toerisme

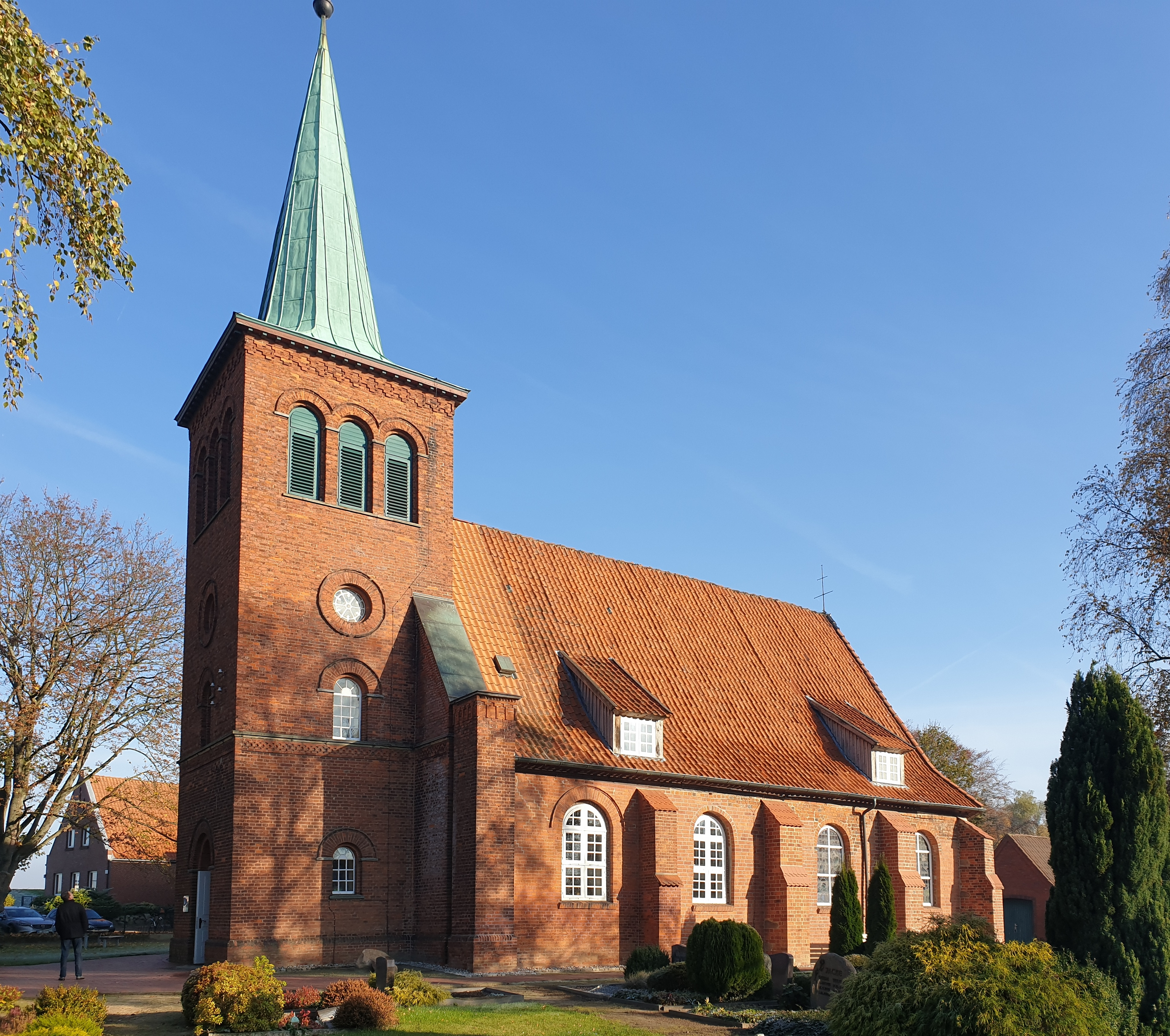
Mariakerk, Drennhausen
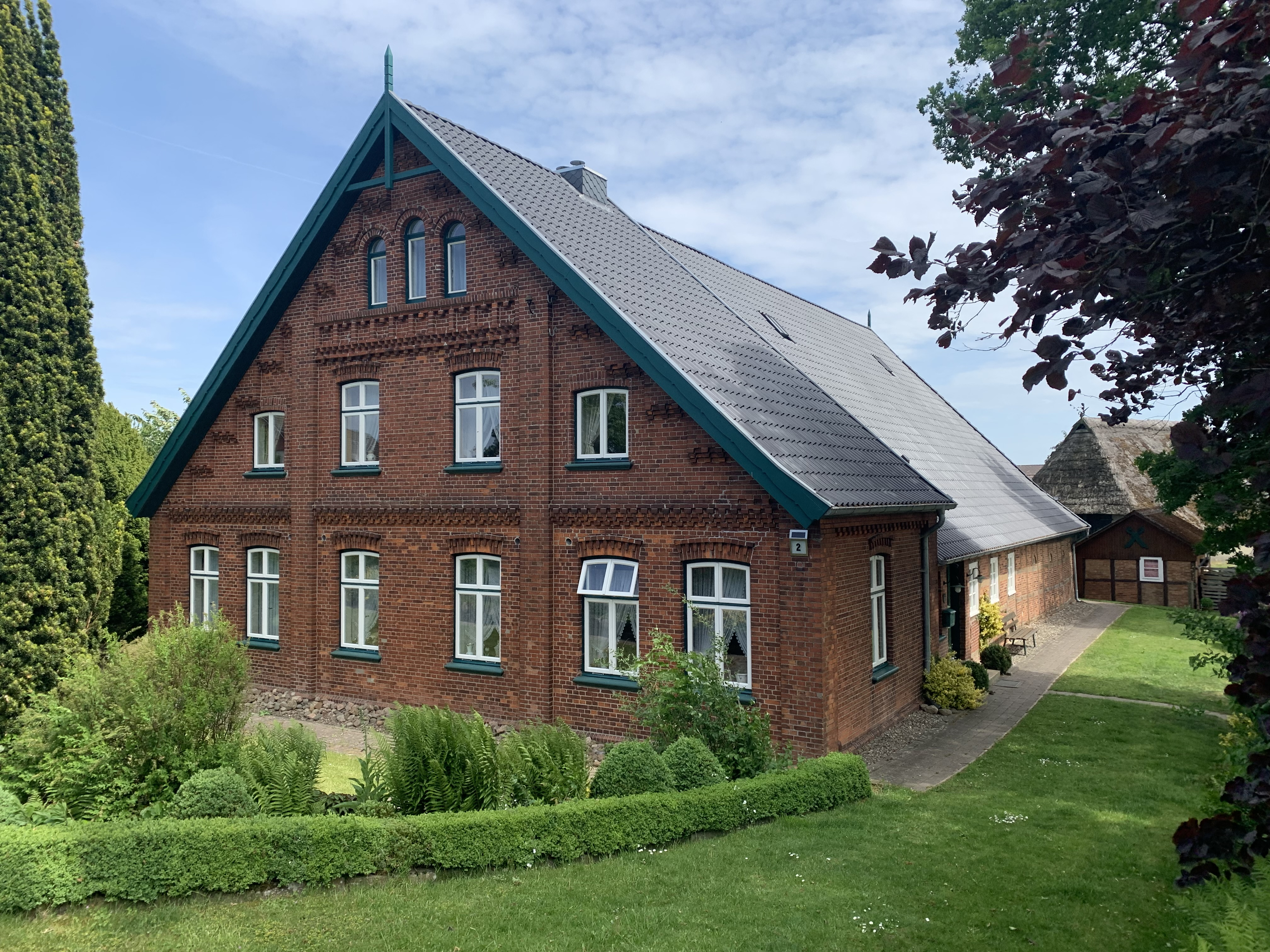
Monumentale dijkboerderij aan de Elbe, Drennhausen
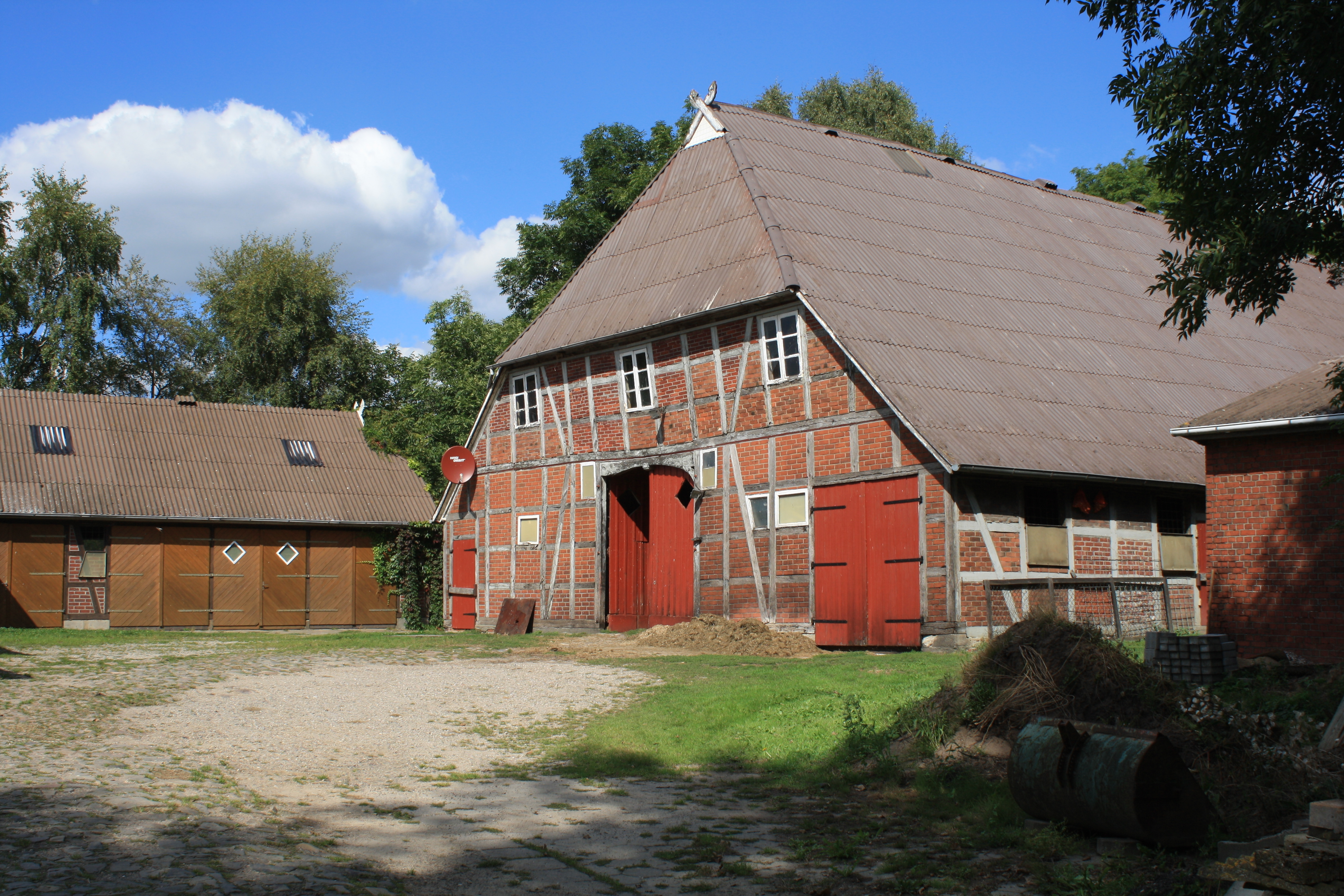
Oude boerderij te Fahrenholz
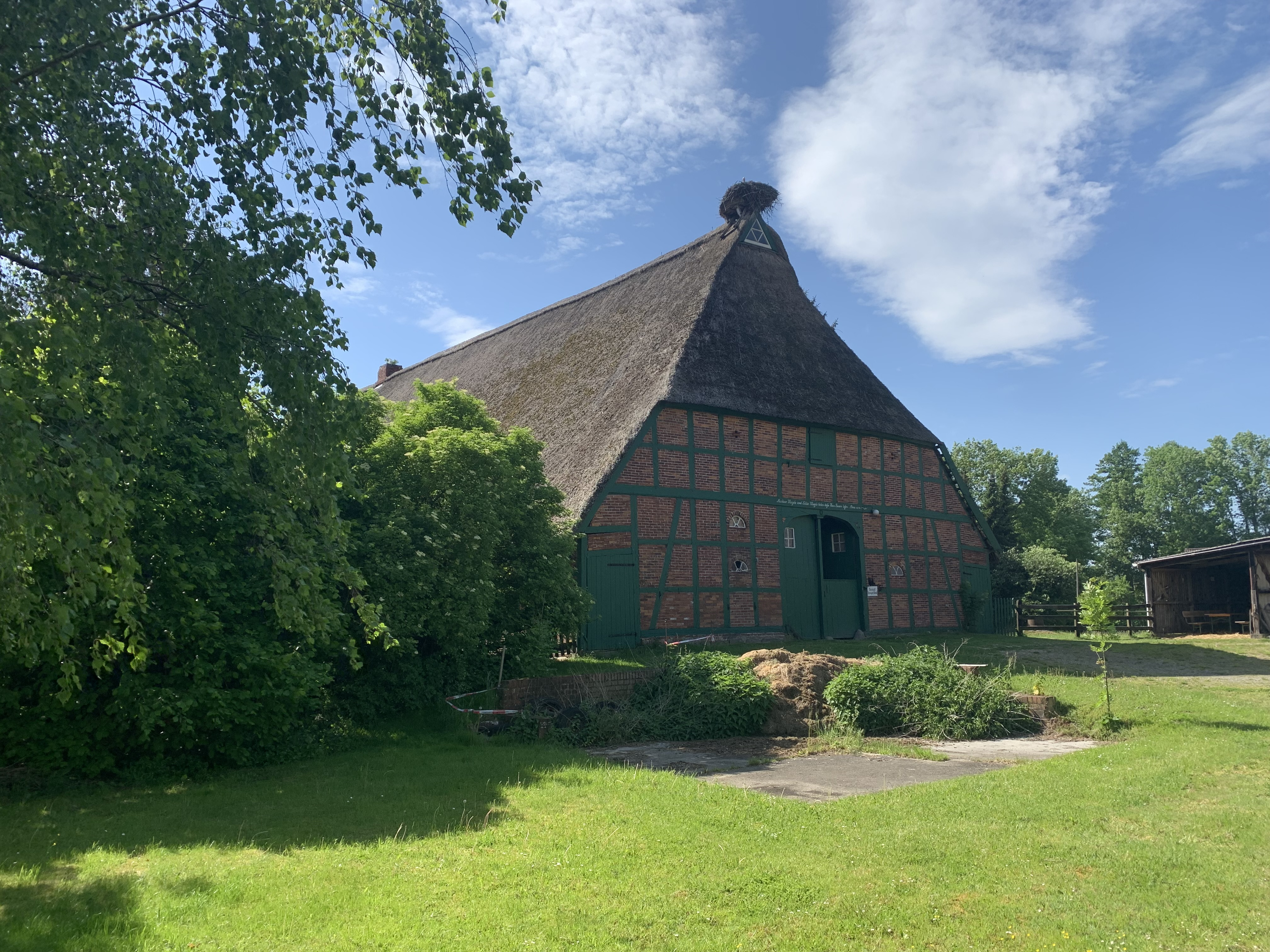
Idem te Krümse

- Het Stover Strand aan de Elbe is al sedert de jaren-1950 een geliefd doel voor toeristen uit met name Hamburg. Het zandstrand, dat daadwerkelijk door de aanwezigheid van getij op een strand aan zee lijkt, beschikt over enkele campings, waaronder één zeer uitgestrekte, en verscheidene andere toeristische faciliteiten. De faciliteiten liggen ten noorden van de langgerekte dorpsstraat van Stove en Elbstorf en ten zuiden van de Elbe.
- Jaarlijks vinden in september te Stove paardenrennen (harddraverijen) plaats.
- De evangelisch-lutherse Mariakerk te Drennhausen dateert van oorsprong uit de 14e eeuw, maar werd diverse malen in de 18e-21e eeuw verbouwd en gerenoveerd. Het interieur is grotendeels 18e- en 19e-eeuws. De glas-in-loodramen dateren van het begin van de 20e eeuw.
- Verspreid door de gemeente staan nog verscheidene schilderachtige, oude boerderijen. In enkele daarvan hebben kunstenaars een atelier gevestigd, dat met name 's zomers door geïnteresseerde toeristen kan worden bezocht.
- Door de gemeente lopen enkele toeristische langeafstands-fietsroutes.